# Eutsche Volleyball-Bundesliga 1999/2000
1. WEITERLEITUNG Deutsche Volleyball-Bundesliga 1999/2000